# نشوء حيوي
النشوء الحيوي أو التكوين العضوي هو إنتاج كائنات حية جديدة أو عضيات خلوية. من الناحية النظرية، يعود النشوء الحيوي في المقام الأول إلى لويس باستور وينص على الاعتقاد بأن الكائنات الحية المعقدة تأتي فقط من كائنات حية أخرى عن طريق التكاثر. أي أن الحياة لا تنشأ بشكل عفوي من مادة غير حية، وهو الموقف الذي اتخذه التولد الذاتي. يمكن تلخيص ذلك في العبارة اللاتينية Omne vivum ex vivo  «كل حياة [هي] من حياة.» عبارة أخرى مشابهة هي العبراة اللاتينية Omnis cellula e cellula «كل الخلايا [هي] من الخلايا.» هذا الاستنتاج هو واحد من التصريحات الرئيسية في نظرية الخلية.

## النشوء الحيوي والنشوء الذاتي
صيغ مصطلح النشوء الحيوي بواسطة هنري تشارلتون باستيان حيث يعني نشوء جيل من أشكال الحياة من مواد غير حية غير أن توماس هنري هكسلي اختار مصطلح النشوء الذاتي وعرّف النشوء الحيوي بأنه تولّد حياة من حياة أخرى سابقة. نشوء جيل من الحياة من مادة غير حية يسمى النشوء الذاتي (أو التولد التلقائي)، ويحدث خلال عملية تطور جزيئي وكيميائي على مدى ملايين السنين.
قد يشير مصطلح النشوء الحيوي أيضا إلى العمليات الكيميائية الحيوية في الكائنات الحية (انظر اصطناع حيوي).

## الجيل العفوي ونفيه
كان اليونانيون القدماء يعتقدون أن الكائنات الحية يمكن أن تنشأ تلقائيا إلى حيز الوجود من مواد غير حية، وأن الإلهة غايا يمكن أن تجعل الحياة تنشأ من تلقاء نفسها من الحجارة – وهي عملية تعرف باسم الجيل العفوي. لم يتفق أرسطو، لكنه كان لا يزال يعتقد أن المخلوقات يمكن أن تنشأ من كائنات حية مختلفة أو من التربة. أنواع من مفهوم الجيل العفوي كانت لا تزال قائمة حتى أواخر القرن السابع عشر، ولكن في نهاية القرن السابع عشر، بدأت سلسلة من الملاحظات والحجج والتي أفقدت هذه الأفكار مصداقيتها في نهاية المطاف. قوبل هذا التقدم في الفهم العلمي بمعارضة كبيرة، بمعتقدات خاصة وبأحكام فردية مسبقة والتي كثيرا ما أثبتت الحقائق.
وليام هارفي (1578-1657) كان من الدعاة الأوائل أن كل شيء في الحياة بدأ من بيضة..
فرانشيسكو ريدي، الطبيب الإيطالي والذي أثبت في وقت مبكر من عام 1668 أن أعلى أشكال الحياة لم تنشأ تلقائيا من خلال إظهار أن النغفة تأتي من بيض الذباب. ولكن أنصار الجيل العفوية ادعوا أن هذا لا ينطبق على الميكروبات واستمروا في حمل أفكار الجيل العفوي. محاولات دحض الجيل العفوي للحياة من مواد غير حية استمرت في أوائل القرن التاسع عشر عن طريق ملاحظات وتجارب فرانز شولزه وتيودور شوان. في عام 1745 أضاف جون نيدهام مرقة دجاج إلى قارورة وقام بغليها. تركها بعد ذلك لتبرد ثم انتظر. نمت الميكروبات واعتبرها نشوء حياة عن طريق الجيل العفوي. في عام 1768 كرر لازارو سبالانساني تجربة نيدهام لكنه أخرج كل الهواء من القارورة فلم يحدث أي نمو للبكتريا. كرر كل من هاينريش شرودر (1810-1885) وتيودور فون دوش وفي عام 1859، شرودر فقط تجربة هيلمهولتز للترشيح وأظهرت أن الجسيمات الحية يمكن إزالتها من الهواء عن طريق ترشيح الهواء خلال صوف وقطن.
في عام 1864، أعلن لويس باستور أخيرا عن نتائج تجاربه العلمية. في سلسلة من التجارب المشابهة لتجارب نيدهام وسبالانزاني، أكد باستور أن الحياة لا يمكن أن تنشأ في مناطق لم تلمسها حياة أخرى سابقة. نتائج باستور التجريبية تم تلخيصها في عبارته اللاتينية Omne vivum ex vivo والتي تعني «كل حياة تنشأ من حياة».
بعد الحصول على نتائجه، قال باستور: «الجيل العفوي هو حلم».